# Whitefish Bay
Whitefish Bay ist eine Gemeinde (mit dem Status „Village“) im Milwaukee County im US-amerikanischen Bundesstaat Wisconsin. Das U.S. Census Bureau hat bei der Volkszählung 2020 eine Einwohnerzahl von 14.954 ermittelt.	
Die Gemeinde Whitefish Bay ist Bestandteil der Metropolregion Milwaukee.

## Geografie
Whitefish Bay liegt im nördlichen Vorortbereich der Stadt Milwaukee zwischen dem Westufer des 
Michigansees und dem Milwaukee River. 
Die geografischen Koordinaten von Whitefish Bay sind 43°06′48″ nördlicher Breite und 87°54′00″ westlicher Länge. Das Gemeindegebiet erstreckt sich über eine Fläche von 5,52 km². 
Das Stadtzentrum von Milwaukee liegt 9 km südlich. Weitere Nachbarorte sind Fox Point (an der nördlichen Ortsgrenze), Glendale (an der östlichen und nordöstlichen Ortsgrenze), Milwaukee (an der südwestlichen Ortsgrenze) und Shorewood (an der südlichen Ortsgrenze).
Die neben Milwaukee nächstgelegenen weiteren Großstädte sind Green Bay (182 km nördlich), Appleton (157 km nordnordwestlich), Wisconsins Hauptstadt Madison (135 km westlich), Chicago im benachbarten Bundesstaat Illinois (157 km südlich) und Racine (54,1 km südsüdöstlich).

## Verkehr
Die Interstate 43, die kürzeste Verbindung von Milwaukee nach Green Bay, bildet die westliche Ortsgrenze von Whitefish Bay. Durch das Zentrum des Ortes verläuft der Wisconsin State Highway 32 in Nord-Süd-Richtung als Hauptstraße. Alle weiteren Straßen in Whitefish Bay sind untergeordnete Landstraßen, unbefestigte Fahrwege oder innerörtliche Verbindungsstraßen.
21,5 km südlich von Whitefish Bay befindet sich der Milwaukee Mitchell International Airport von Milwaukee.

## Bevölkerung
Nach der Volkszählung im Jahr 2010 lebten in Whitefish Bay 14.110 Menschen in 5355 Haushalten. Die Bevölkerungsdichte betrug 2556,2 Einwohner pro Quadratkilometer. In den 5355 Haushalten lebten statistisch je 2,63 Personen. 
Ethnisch betrachtet setzte sich die Bevölkerung zusammen aus 91,9 Prozent Weißen, 1,9 Prozent Afroamerikanern, 0,1 Prozent amerikanischen Ureinwohnern, 3,7 Prozent Asiaten sowie 0,5 Prozent aus anderen ethnischen Gruppen; 1,9 Prozent stammten von zwei oder mehr Ethnien ab. Unabhängig von der ethnischen Zugehörigkeit waren 2,8 Prozent der Bevölkerung spanischer oder lateinamerikanischer Abstammung. 
29,6 Prozent der Bevölkerung waren unter 18 Jahre alt, 59,8 Prozent waren zwischen 18 und 64 und 10,6 Prozent waren 65 Jahre oder älter. 51,9 Prozent der Bevölkerung waren weiblich.
Das mittlere jährliche Einkommen eines Haushalts lag bei 106.699 USD. Das Pro-Kopf-Einkommen betrug 52.360 USD. 3,6 Prozent der Einwohner lebten unterhalb der Armutsgrenze.

## Persönlichkeiten
- Emily Pogorelc (* 1996), Opernsängerin